# Andrzej Horodyński

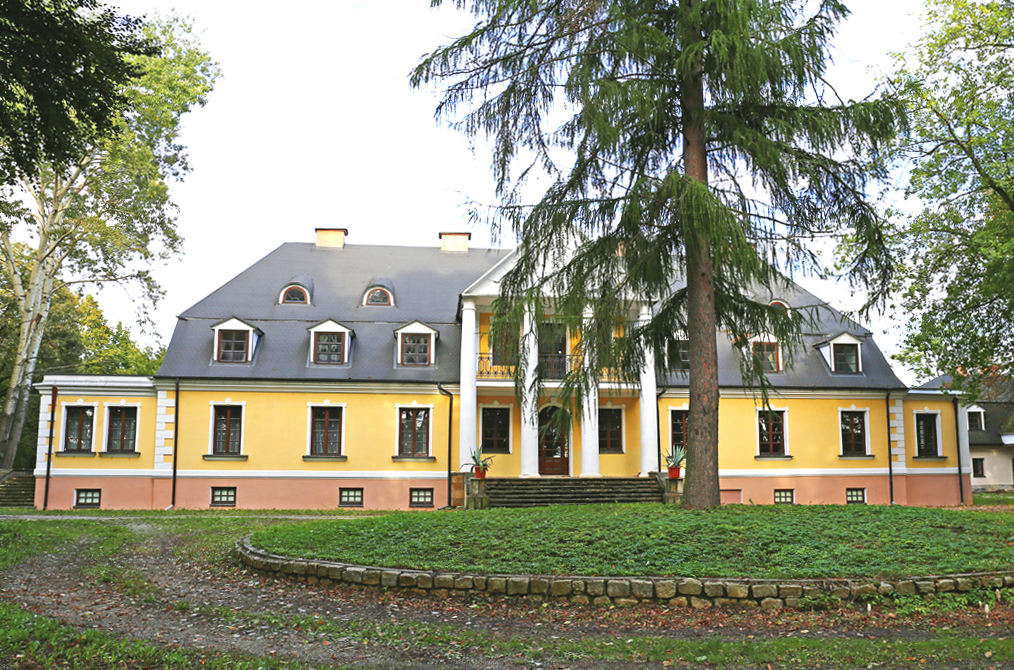
Dwór Horodyńskich w Zbydniowie

Andrzej Horodyński herbu Korczak (ur. 14 marca 1923 w Zbydniowie, zm. 19 lipca 1944 w Warszawie) – żołnierz Armii Krajowej. 

## Życiorys
Pochodził z rodziny ziemiańskiej. Syn Zbigniewa Bogusława Horodyńskiego i Zofii Gieczewicz, brat Zbigniewa, Dominika i Anny. Wnuk Zbigniewa Leona Horodyńskiego. 
W młodości uczył się w domu pod okiem guwernera, zdając corocznie egzaminy u kierownika miejscowej szkoły. Dalszą naukę kontynuował w konwikcie oo. Jezuitów w Wilnie od 1936. W czasie wakacji zajmował się między innymi sportem konnym. Prawdziwą jednak jego pasją  było łowiectwo. Jako 15–letni chłopiec, w 1938, otrzymał na wystawie myśliwskiej we Lwowie srebrny medal za poroże ustrzelonego jelenia.
W 1939 ukończył jezuickie gimnazjum i zdał tzw. małą maturę. W związku z tym, że starsi bracia przebywali w Warszawie, wrócił do majątku w Zbydniowie by pomagać ojcu w gospodarstwie. W czasie okupacji niemieckiej, wspólnie z matką organizował akcje charytatywne, dla uchodźców mieszkających w dworze i w zabudowaniach dworskich.  
Pod koniec 1939 rozpoczął tajne szkolenie wojskowe przewidziane programem podchorążówki. W obecności por. Juliana Bekiesza, komendanta miejscowej placówki ZWZ, złożył przysięgę wojskową i przyjął pseudonim „Pożoga”. Jesienią 1940 rozpoczął naukę w Szkole Rolniczej w Czernichowie. Egzamin końcowy zdał w czerwcu 1942 roku i uzyskał tytuł technika rolnego. Po ukończeniu szkoły powrócił do Zbydniowa, by nadal pomagać ojcu. 
W nocy z 24 na 25 czerwca 1943 niemiecki oddział Waffen-SS dokonał brutalnego mordu na rodzinie Horodyńskich. Zostali zamordowani: ojciec, matka i 14 letnia siostra – łącznie 19 osób (w tym 2 dzieci i 13 kobiet) z rodziny oraz gości, którzy w tym czasie świętowali ślub młodej kuzynki Horodyńskich. On sam uniknął śmierci ukrywając się z bratem Zbigniewem na strychu dworu. Po trzech dniach ukrywania się na strychu, przedostali się potajemnie do gajowego majątku w Kotowej Woli, który zorganizował pomoc w wydostaniu się ze Zbydniowa. Kilka dni później w majątku Czyżów Szlachecki za Wisłą koło Zawichostu otrzymali dokumenty na fałszywe nazwiska i przy pomocy Juliana Targowskiego, właściciela Czyżowa, dojechali do Warszawy. W związku ze śmiercią rodziny chciał popełnić samobójstwo, z pomocą przyszła mu rodzina Stadnickich, mieszkająca w majątku Nawojowa koło Nowego Sącza, dokąd wyjechał z Warszawy. Przebywał tam pod zmienionym nazwiskiem jako Edward Andrzej Jarno–Sokołowski, kuzyn z Wileńszczyzny. Po kilku miesiącach pobytu i pracy w majątku odzyskał równowagę psychiczną. 
W maju 1944 przyjechał ponownie do Warszawy i przy pomocy brata Zbigniewa został przyjęty do oddziału Osjan, Kierownictwa Dywersji Komendy Głównej Armii Krajowej, nosił nadal konspiracyjny pseudonim „Pożoga”. 19 lipca 1944 zginął w akcji „Pawiak” na Cmentarzu Powązkowskim. Pochowany w Warszawie na Wojskowym Cmentarzu na Powązkach, kwatera A 24, rząd 12, miejsce 18.

## Odznaczenia
Odznaczony pośmiertnie Krzyżem Walecznych.

## Upamiętnienie

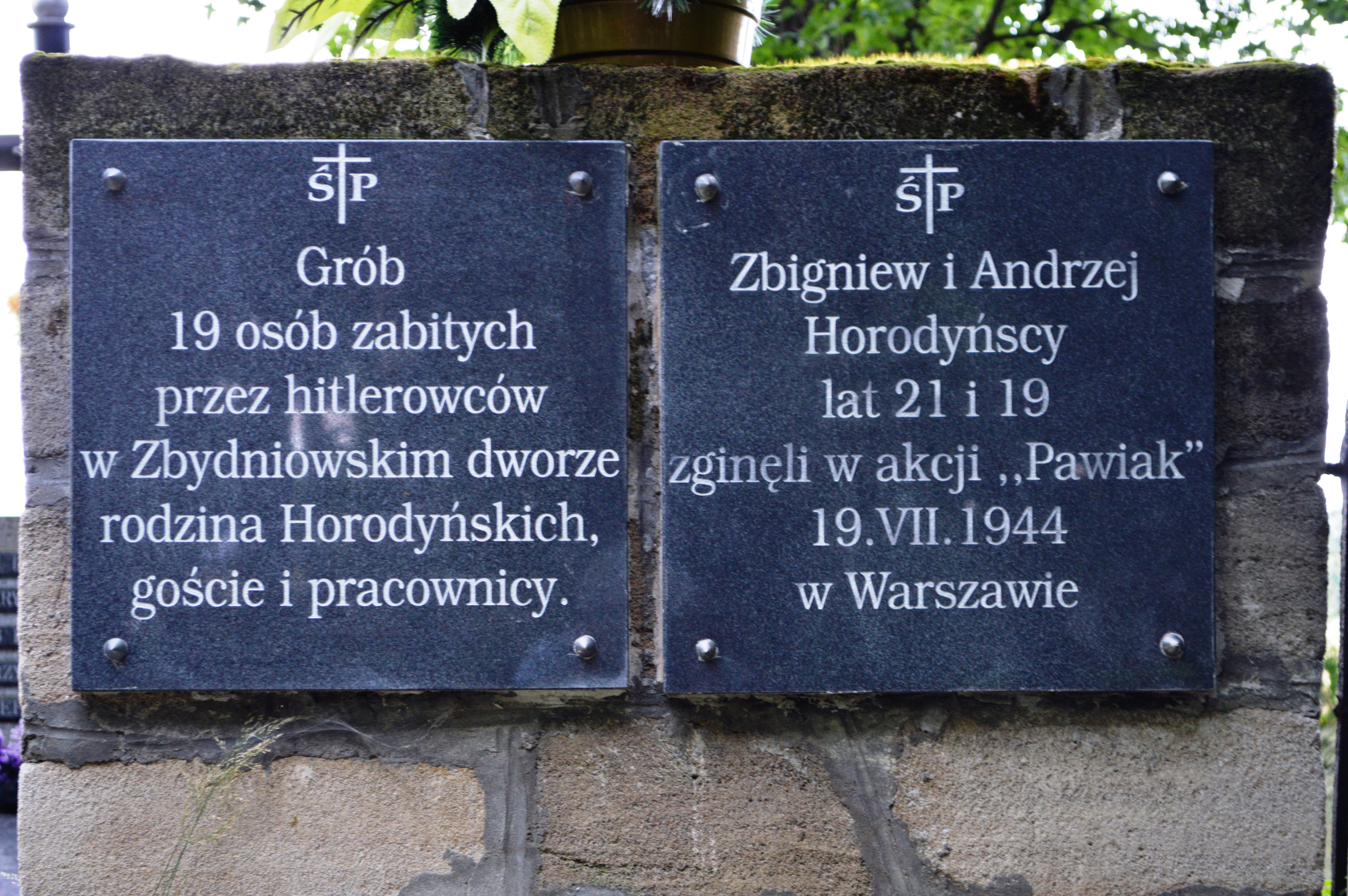
Tablica pamiątkowa w Zbydniowie

W Zbydniowie umieszczono pamiątkową tablicę a szkoła podstawowa nosi imię Rodziny Horodyńskich.